# Chim Chim Cher-ee
Chim Chim Cher-ee is een van de liedjes uit de musicalfilm Mary Poppins, gezongen door Julie Andrews en Dick Van Dyke. Het lied is ook een van de belangrijkste in de musical en wordt gezongen in het Mary Poppins-gedeelte van The Great Movie Ride in Disney's Hollywood Studios.
In 2005 plaatste Julie Andrews, die de rol van Mary Poppins vertolkte, dit liedje bij Disneyliedjesfavorieten.
Het lied is geschreven door Robert B. Sherman & Richard M. Sherman die hiervoor een Oscar en een Grammy kregen. Het liedje is een van de beroemdste Mary Poppins-liedjes.